# Austin A40 Countryman
Voir Austin A40 pour d'autres modèles et Austin A40 Sport pour la version sport de la Devon.
L' A40 Countryman est une voiture qui a été produite par Austin au Royaume-Uni entre 1948 et 1956. C'était une version break de la fourgonnette Austin A40 Van. Équipée de six places, son siège arrière rabattable permit la conversion en deux places capable de transporter une demi-tonne de charge.